# ديفيد باوزا
ديفيد باوزا فرانسيس (بالإسبانية: David Bauzá) (من مواليد 29 مايو 1976 في أليكانتي، فالنسيا) هو لاعب كرة قدم محترف إسباني متقاعد، لعب في مركز خد الوسط الدفاعي.

## حياته المهنية
ظهر باوزا على مدى إثنا عشر موسماً في 354 مباراة في دوري الدرجة الثانية الإسباني سجل فيها ستة عشر هدفاً، ولعب في خمسة أندية، ومنها نادي سبورتينغ خيخون وألباسيتي (ثلاث سنوات لكل منهما).
في وقت متأخر من حياته المهنية، وخلال فترة وجوده مع هويسكا، عانى من إصابتين متتاليتين في الرباط الصليبي (في ركبتيه اليمنى واليسرى)، والتتان أبعدتاه لمدة عامين تقريبا عن الملاعب.

## وصلات خارجية
- ديفيد باوزا على موقع قاعدة بيانات كرة القدم.إي يو (الإنجليزية)
- ديفيد باوزا على موقع Soccerway.com (الإنجليزية)

- Huesca official profile (بالإسبانية)
- BDFutbol profile
- Futbolme profile (بالإسبانية)
- Transfermarkt profile